# Klinaklini Canyon
Klinaklini Canyon är en kanjon i Kanada.   Den ligger i provinsen British Columbia, i den sydvästra delen av landet, 3 700 km väster om huvudstaden Ottawa. Klinaklini Canyon ligger 635 meter över havet.
Terrängen runt Klinaklini Canyon är mycket bergig. Trakten runt Klinaklini Canyon är nära nog obefolkad, med mindre än två invånare per kvadratkilometer.. Det finns inga samhällen i närheten. 
I omgivningarna runt Klinaklini Canyon växer i huvudsak barrskog.